# Rudolf Franz Erwein von Schönborn
Rudolf Franz Erwein von Schönborn-Buchheim (Magonza, 23 ottobre 1677 – Gaibach, 22 settembre 1754) è stato un nobile, diplomatico e politico tedesco.

## Biografia

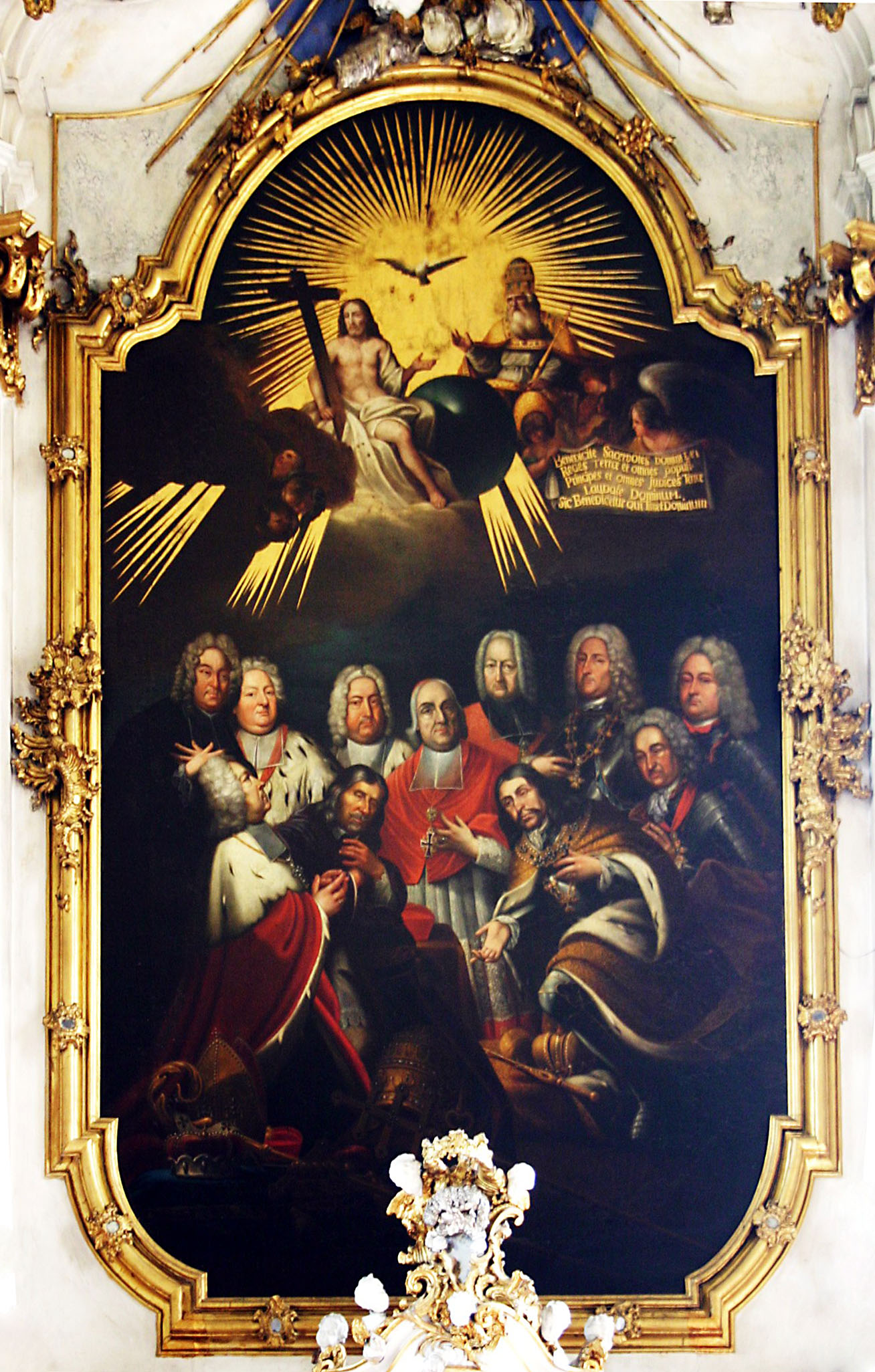
Tre generazioni della famiglia Schönborn: Rudolf Franz è il secondo a destra

Rudolf era il figlio settimo figlio e quarto maschio del ministro di stato di Magonza, il conte Melchior Friedrich von Schönborn-Buchheim (1644–1717) e di sua moglie, la baronessa Maria Anna Sophia von Boineburg (1652–1726), nonché nipote dell'elettore di Magonza ed arcivescovo Lothar Franz von Schönborn. Suoi fratelli erano i principi vescovi Johann Philipp Franz von Schönborn, Friedrich Karl von Schönborn-Buchheim e Damian Hugo Philipp von Schönborn-Buchheim, nonché l'elettore di Treviri e arcivescovo Franz Georg von Schönborn.
La prima educazione di Rudolf avvenne in casa tramite tutori privati ma in seguito decise di frequentare il liceo dei gesuiti di Aschaffenburg e poi quello di Würzburg. Dal 1693 al 1695 frequentò il Collegium Germanicum a Roma e studiò all'Università di Leida dal 1696 al 1698 e poi a Parigi per breve tempo.
Avviato alla carriera ecclesiastica, Rudolf divenne canonico a Würzburg nel 1689 e poi canonico a Treviri dal 1690 al 1697. Nel 1699 si portò a Roma in missione diplomatica per conto di suo zio Lothar Franz von Schönborn. Dal 1700 al 1701 fu delegato per lo stesso vescovo alla corte imperiale di Vienna e nel 1700 venne nominato vicedominus di Aschaffenburg, nell'Elettorato di Magonza. Nel 1701 fu camerlengo imperiale e consigliere.
Nel 1704 abbandonò definitivamente la carriera ecclesiastica (sino ad allora puramente onorifica) ed ottenne il governatorato di Wiesentheid. Durante questo suo periodo di reggenza, avviò una serie di costruzioni in città tra cui la ristrutturazione completa della sua residenza, il castello di Wiesentheid, e della chiesa parrocchiale locale. Nel 1709 divenne consigliere privato e nel 1709 maresciallo di corte. Nel 1710 fu ambasciatore presso la corte di Dresda, in Sassonia.
L'imperatore Carlo VI del Sacro Romano Impero gli conferì il cavalierato ereditario dell'impero alla sua incoronazione le 1711, e gli concesse nel 1713 di entrare nel suo consiglio segreto, data alla quale lo Schönborn rinunciò ai suoi servigi presso l'elettore di Magonza. Venne coinvolto direttamente nella composizione delle controversie tra consiglio e cittadini a Francoforte sul Meno nel 1732. Nel 1731 venne nominato cavaliere dell'ordine del Toson d'oro e nel 1733 terminò la sua attività come Vice Dominus di Aschaffenburg.

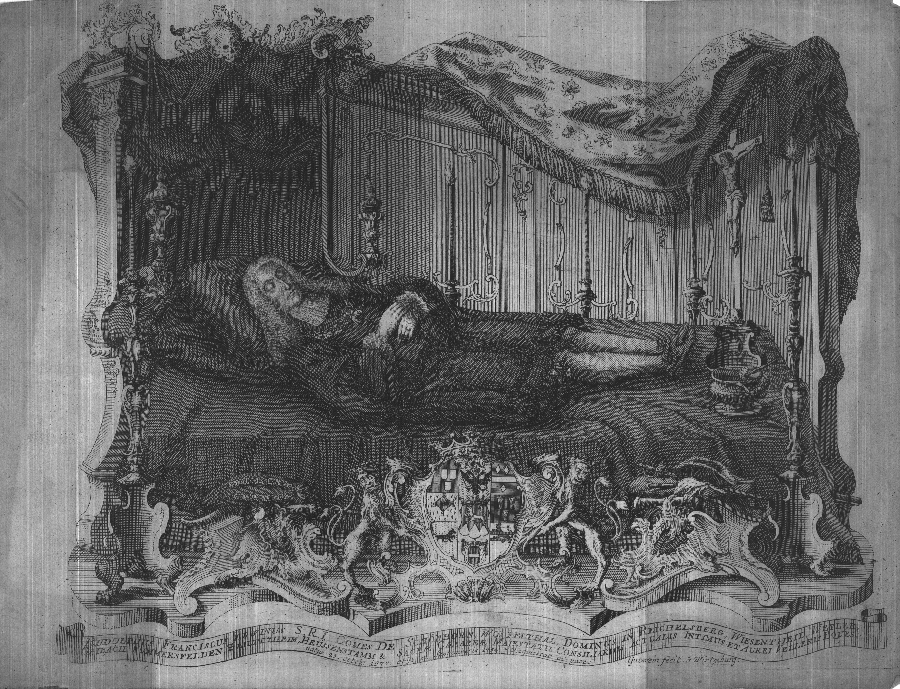
Rudolf Franz sul suo catafalco.

Nel novembre 1736, Rudolf Franz Erwein von Schönborn venne infeudato di Eschelbronn da suo fratello, il vescovo Damian Hugo Philipp von Schönborn-Buchheim.
Noto violoncellista, possedeva una vasta collezione di strumenti musicali e possedeva un certo talento per la musica ed acquisì l'intera collezione delle opere manoscritte del compositore italiano Giovanni Benedetto Platti. Il violinista e compositore italiano Andrea Zani dedicò a Rudolf diversi concerti per violoncello, come pure il compositore Antonio Caldara gli dedicò 17 sonate per violoncello e un concerto per violoncello. La collezione di strumenti del conte è oggi conservata presso il castello di Wiesentheid.

## Matrimonio e figli

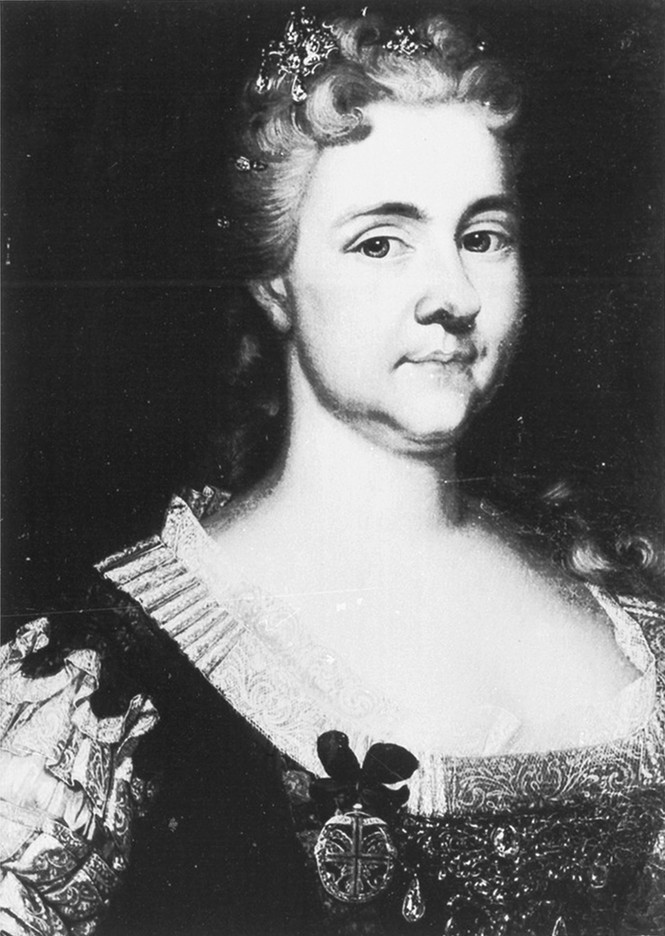
La contessa Maria Eleonore von Hatzfeld-Wildenburg

Il 12 novembre 1701 sposò la contessa Maria Eleonore von Hatzfeld-Wildenburg, sua cugina, figlia del conte Heinrich von Hatzfeldt e di sua moglie, Catharina Elisabeth von Schönborn, già vedova del conte Johann Otto von Dernbach; da questo matrimonio nacquero i seguenti figli:
- Anna Catharina Maria Sophie (30 luglio 1702, Magonza - 5 novembre 1760, Hoensbroek), sposò il 30 novembre 1720 a Bamberga il nobile Franz Arnold Adrian Johann von Hoensbroech, marchese di Hoensbroech (1696-1759)
- Anna Sophie (10 agosto 1704 - 4 settembre 1710)
- Maria Karolina (24 ottobre 1705 - 30 agosto 1739)
- Eva Therese (1707–1794), badessa del convento di Sant'Anna a Würzburg
- Joseph Franz (1708-1772), sposò il 30 agosto 1736 la contessa Bernhardine von Plettenberg (1719-1769)
- Anna Eva (9 agosto 1709 - 16 settembre 1710)
- Melchior Friedrich Joseph (1711–1754), prevosto di Sant'Albano a Magonza
- Anna Johanna (8 giugno 1712 - 14 novembre 1788)